# Europese kampioenschappen openwaterzwemmen 2014
De Europese kampioenschappen openwaterzwemmen 2014 werden van 13 tot en met 17 augustus 2014 gehouden op de Regattastrecke Grünau in Berlijn, Duitsland. Het toernooi was een integraal onderdeel van de Europese kampioenschappen zwemsporten 2014.

## Programma
| Onderdeel           | Augustus | Augustus | Augustus | Augustus | Augustus | Augustus | Augustus |
| Onderdeel           | 13       | 14       | 15       | 16       | 17       |          |          |
| ------------------- | -------- | -------- | -------- | -------- | -------- | -------- | -------- |
| 5 km (m)            | Goud     |          |          |          |          |          |          |
| 10 km (m)           |          | Goud     |          |          |          |          |          |
| 25 km (m)           |          |          |          |          | Goud     |          |          |
|                     |          |          |          |          |          |          |          |
| 5 km (v)            |          | Goud     |          |          |          |          |          |
| 10 km (v)           | Goud     |          |          |          |          |          |          |
| 25 km (v)           |          |          |          |          | Goud     |          |          |
|                     |          |          |          |          |          |          |          |
| Landenwedstrijd (g) |          |          |          | Goud     |          |          |          |
| Totaal              | 2        | 2        |          | 1        | 2        |          |          |

## Medailles

### Mannen
| Onderdeel | Goud           | Goud      | Zilver           | Zilver    | Brons            | Brons     |
| --------- | -------------- | --------- | ---------------- | --------- | ---------------- | --------- |
| 5 km      | Daniel Fogg    | 53:41,4   | Rob Muffels      | 54:01,8   | Thomas Lurz      | 54:02,6   |
| 10 km     | Ferry Weertman | 1:49:56,2 | Thomas Lurz      | 1:49:59,0 | Jevgeni Dratsjev | 1:50:00,6 |
| 25 km     | Axel Reymond   | 4:59:18,8 | Jevgeni Dratsjev | 4:59:31,2 | Edoardo Stochino | 5:08:51,0 |

### Vrouwen
| Onderdeel | Goud                  | Goud      | Zilver                | Zilver    | Brons           | Brons     |
| --------- | --------------------- | --------- | --------------------- | --------- | --------------- | --------- |
| 5 km      | Isabelle Härle        | 57:55,7   | Sharon van Rouwendaal | 58:29,9   | Mireia Belmonte | 58:41,4   |
| 10 km     | Sharon van Rouwendaal | 1:56:06,9 | Éva Risztov           | 1:56:08,0 | Aurora Ponselè  | 1:56:08,5 |
| 25 km     | Martina Grimaldi      | 5:19:14,1 | Anna Olasz            | 5:19:21,0 | Angela Maurer   | 5:19:21,4 |

### Gemengd
| Onderdeel       | Goud                                                           | Goud    | Zilver                                                             | Zilver  | Brons                                            | Brons   |
| --------------- | -------------------------------------------------------------- | ------- | ------------------------------------------------------------------ | ------- | ------------------------------------------------ | ------- |
| Landenwedstrijd | Nederland Ferry Weertman Marcel Schouten Sharon van Rouwendaal | 55:47,8 | Griekenland Spyridon Giannotis Antonios Fokaidis Kalliopi Araouzou | 56:05,5 | Duitsland Rob Muffels Thomas Lurz Isabelle Härle | 56:14,8 |

### Medaillespiegel
| Plaats | Land                | Goud | Zilver | Brons | Totaal |
| 1      | Nederland           | 3    | 1      | 0     | 4      |
| 2      | Duitsland           | 1    | 2      | 3     | 6      |
| 3      | Italië              | 1    | 0      | 2     | 3      |
| 4      | Frankrijk           | 1    | 0      | 0     | 1      |
| 4      | Verenigd Koninkrijk | 1    | 0      | 0     | 1      |
| 6      | Hongarije           | 0    | 2      | 0     | 2      |
| 7      | Rusland             | 0    | 1      | 1     | 2      |
| 8      | Griekenland         | 0    | 1      | 0     | 1      |
| 9      | Spanje              | 0    | 0      | 1     | 1      |
| Totaal | Totaal              | 7    | 7      | 7     | 21     |